# Alassio
Alassio (ligurski: Aràsce) je mjesto na obali Genovskog zaljeva koje je popularno zdravstveno odredište zimi i kupališno odredište ljeti.

## Zemljopis
Susjedne općine su Albenga, Andora, Laigueglia i Villanova d'Albenga. Alassio je jedan od rijetkih mjesta na ovom dijelu obale koji ima prirodnu pješčanu plažu. Budući da je popularno turističko odredište, na području grada postoji veliki broj hotela.

## Povijest
Ovo je mjesto naseljeno u srednjem vijeku, a gospodarski procvat doživljava u 16. stoljeću. Mjestom su tijekom vremena upravljali redovnici s otoka Gallinara, te obližnja Albenga. Od 19. stoljeća počinje cvjetati turizam.

## Stanovništvo
Razvoj stanovništva